# Frederick North
Frederick North, 2. jarl af Guilford (født 13. april 1732, død 5. august 1792) ofte kaldt Lord North var premierminister i Storbritannien fra 1770 til 1782 og aktør i den amerikanske uafhængighedskrig.